# Доактаун
Доктаун (англ. Doaktown) — село в Канаді, у провінції Нью-Брансвік, у складі графства Нортамберленд.

## Населення
За даними перепису 2016 року, село нараховувало 792 особи, показавши скорочення на 0,1%, порівняно з 2011-м роком. Середня густина населення становила 27,2 осіб/км².
З офіційних мов обидвома одночасно володіли 35 жителів, тільки англійською — 760. Усього 5 осіб вважали рідною мовою не одну з офіційних.
Працездатне населення становило 45,7% усього населення, рівень безробіття — 19%.
Середній дохід на особу становив $33 503 (медіана $22 912), при цьому для чоловіків — $43 988, а для жінок $23 146 (медіани — $31 872 та $18 880 відповідно).
33,9% мешканців мали закінчену шкільну освіту, не мали закінченої шкільної освіти — 29,1%, 37% мали післяшкільну освіту, з яких 23,4% мали диплом бакалавра, або вищий.
| Статево-вікова структура населення | Статево-вікова структура населення | Статево-вікова структура населення | Статево-вікова структура населення | Статево-вікова структура населення |
| ---------------------------------- | ---------------------------------- | ---------------------------------- | ---------------------------------- | ---------------------------------- |
|                                    |                                    |                                    |                                    |                                    |
| Всього                             | Всього                             | 49,7%50,3%                         |                                    |                                    |
| 0 — 14 років                       | 0 — 14 років                       |                                    | 13,3%                              | 13,3%                              |
| 15 — 64 років                      | 15 — 64 років                      |                                    | 58,2%                              | 58,2%                              |
| 65 і більше                        | 65 і більше                        |                                    | 28,5%                              | 28,5%                              |
| 85 і більше                        | 85 і більше                        |                                    | 2,5%                               | 2,5%                               |
| Середній вік (років)               | Середній вік (років)               | 48,248,5                           | 48,4                               | 48,4                               |
| Медіана (років)                    | Медіана (років)                    | 53,452,9                           | 53,2                               | 53,2                               |
| — чоловіки — жінки                 |                                    |                                    |                                    |                                    |

| Походження мешканців:     | Походження мешканців:     | Походження мешканців: | Походження мешканців: | Походження мешканців: |
| ------------------------- | ------------------------- | --------------------- | --------------------- | --------------------- |
| Походження                |                           |                       | осіб                  | %                     |
| Корінні американці        | Корінні американці        |                       | 15                    | 2.08%                 |
| Інше північноамериканське | Інше північноамериканське |                       | 390                   | 54.17%                |
| Європейське               | Європейське               |                       | 485                   | 67.36%                |
| британське                | британське                |                       | 455                   | 63.19%                |
| французьке                | французьке                |                       | 95                    | 13.19%                |
| Океанійське               | Океанійське               |                       | 10                    | 1.39%                 |

## Клімат
Середня річна температура становить 4,6°C, середня максимальна – 23,3°C, а середня мінімальна – -17,6°C. Середня річна кількість опадів – 1 163 мм.
| Клімат поселення                              | Клімат поселення | Клімат поселення | Клімат поселення | Клімат поселення | Клімат поселення | Клімат поселення | Клімат поселення | Клімат поселення | Клімат поселення | Клімат поселення | Клімат поселення | Клімат поселення | Клімат поселення |
| Показник                                      | Січ.             | Лют.             | Бер.             | Квіт.            | Трав.            | Черв.            | Лип.             | Серп.            | Вер.             | Жовт.            | Лист.            | Груд.            |                  |
| Середній максимум, °C                         | −4,2             | −2,57            | 3,04             | 9,61             | 16,90            | 22,34            | 23,32            | 22,37            | 17,28            | 11,22            | 5,00             | −2,82            |                  |
| Середня температура, °C                       | −10,86           | −9,25            | −3,64            | 2,94             | 10,22            | 15,66            | 19,01            | 18,05            | 12,97            | 6,90             | 0,69             | −7,15            |                  |
| Середній мінімум, °C                          | −17,55           | −15,93           | −10,3            | −3,73            | 3,55             | 9,00             | 14,70            | 13,73            | 8,65             | 2,59             | −3,62            | −11,46           |                  |
| Норма опадів, мм                              | 103              | 76               | 87               | 84               | 112              | 96               | 104              | 95               | 98               | 101              | 111              | 96               |                  |
| Середньомісячна швидкість вітру, м/с          | 3.44             | 3.47             | 3.67             | 3.62             | 3.34             | 2.90             | 2.64             | 2.50             | 2.74             | 3.10             | 3.29             | 3.40             |                  |
| Середньомісячна сонячна радіація, кДж/м²·день | 5286             | 8627             | 12331            | 15367            | 18272            | 20266            | 19844            | 17478            | 13002            | 8193             | 4812             | 4010             |                  |
| --------------------------------------------- | ---------------- | ---------------- | ---------------- | ---------------- | ---------------- | ---------------- | ---------------- | ---------------- | ---------------- | ---------------- | ---------------- | ---------------- | ---------------- |
| Джерело:                                      |                  |                  |                  |                  |                  |                  |                  |                  |                  |                  |                  |                  |                  |